# 1-я моторизованная бригада СС
1-я моторизованная бригада СС (нем. 1. SS-Infanterie-Brigade (mot.)) — тактическое соединение войск СС нацистской Германии периода Второй мировой войны. Была создана путём объединения двух пехотных полков СС «Мёртвая голова» в апреле 1941 года. Понеся тяжёлые потери в боях на Восточном фронте, бригада была расформирована, а её остатки в январе 1944 года стали ядром для формирования 18-й моторизованной дивизии СС «Хорст Вессель».

## История

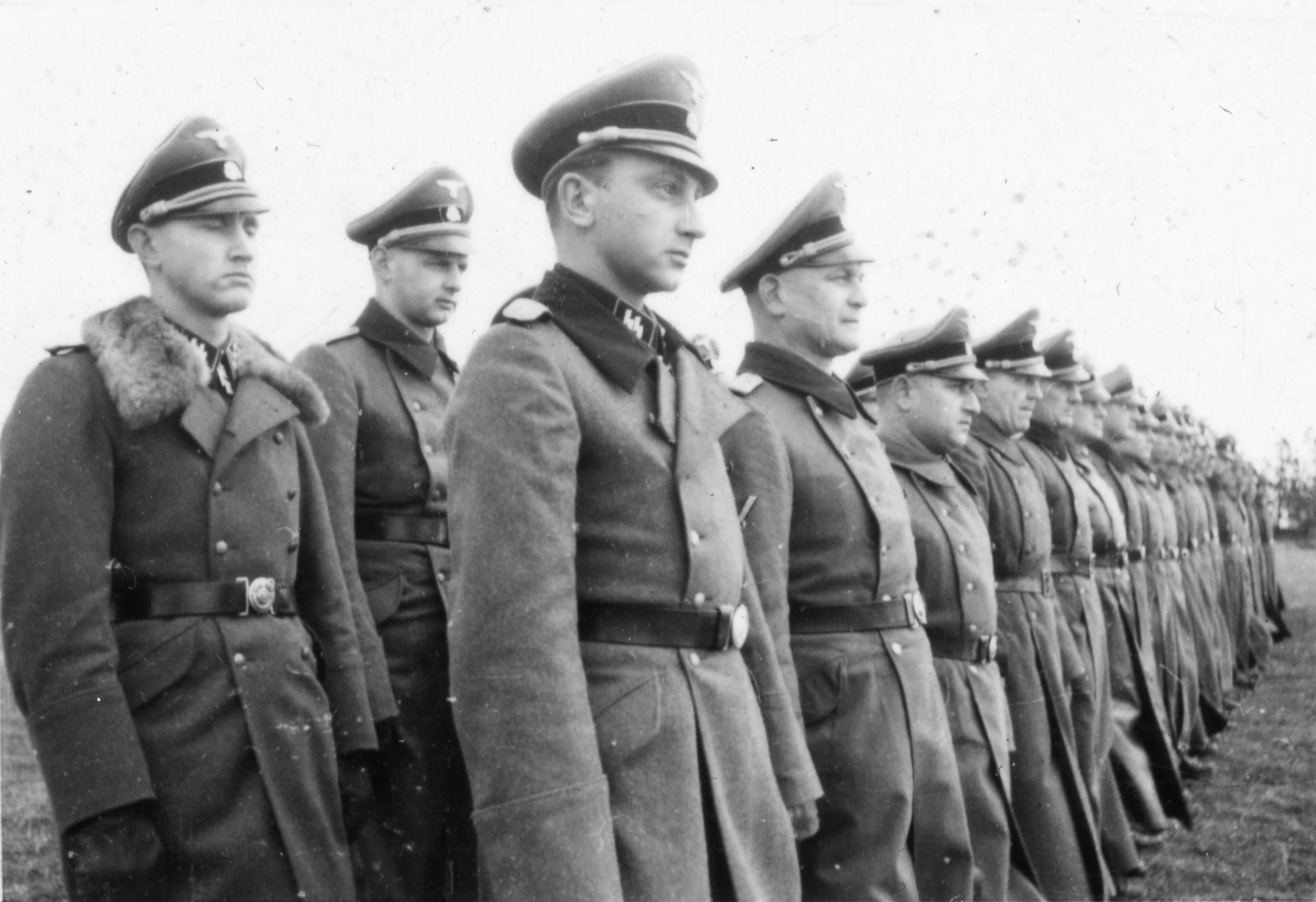
Офицеры 1-й моторизованной бригады СС, январь 1944 г.

2 апреля 1941 г. на основе 8-го и 10-го пехотных полков СС (бывшие полки «Мёртвая голова») была создана пехотная бригада СС. Перед началом операции «Барбаросса» она находилась в подчинении командного штаба рейхсфюрера СС, а в августе 1941 г. была полностью передана в подчинение высшего руководителя СС и полиции «Южная Россия». С 21 августа бригада участвовала в антипартизанских акциях на Украине в районе Житомир — Коростень — Никополь. В сентябре 1941 г. стала называться 1-й пехотной бригадой СС. 13 октября 1941 г. бригада была передана в подчинение высшего руководителя СС и полиции «Центральная Россия». Прибыв в район группы армий «Центр», бригада начала нести службу по охране немецких коммуникаций в районе Рыльск — Глухов — Шостка. Кроме этого, части бригады привлекались к антипартизанским операциям.
В январе 1942 г. бригада была переведена в Курскую область, где участвовала в различных антипартизанских и карательных акциях. К 31 мая 1942 г. потери бригады составили 1 306 убитыми, ранеными и пропавшими без вести. До конца лета 1942 г. бригада участвовала в лесных антипартизанских акциях в районе Курск — Ливны — Воронеж. В октябре 1942 г. бригада была переброшена под Невель и использована в боях против Красной Армии на севере от Невеля и при Клевицах. После этого части бригады стали опять привлекаться к антипартизанским действиям. В ноябре 1942 г. бригада участвовала в антипартизанских операциях «Фрида», «Карлсбад», «Нюрнберг». В конце 1942 г. она стала частью 59-го армейского корпуса, а 5 декабря в состав бригады был введён Датский добровольческий корпус СС и её численность увеличилась до 6 271 человека.
20 марта 1943 г. датские добровольцы были выведены из состава бригады. В конце июня 1943 г. бригада получила пополнение и краткий отдых, в августе в бригаду было передано десять штурмовых орудий. В сентябре 1943 г. она опять начала боевые действия в районе между Оршей и Бобруйском. 22 октября 1943 г. полки бригады получили новые номера: 8-й стал 37-м, 10-й — 38-м, но уже 12 ноября 1943 г. их номера были вновь изменены на 39 и 40. 20 — 22 декабря 1943 г. бригада участвовала в операции «Николаус», после успешного завершения которой она была выведена с фронта и отправлена в Хорватию, где в январе 1944 г. она была переформирована в 18-ю моторизованную дивизию СС «Хорст Вессель».

## Местонахождение
- с июня 1941 по декабрь 1943 (СССР)
- с декабря 1943 по январь 1944 (Хорватия)

## Командиры
- бригадефюрер СС и генерал-майор войск СС Карл-Мария Демельхубер (2 апреля 1941 — 25 июня 1941)
- оберфюрер СС Рихард Херрман (25 июня — 27 декабря 1941)
- бригадефюрер СС и генерал-майор войск СС Вильгельм Хартенштейн (27 декабря 1941 — 15 мая 1943)
- бригадефюрер СС и генерал-майор войск СС Карл Херрман (15 мая — 18 октября 1943)
- штандартенфюрер СС Август-Вильгельм Трабандт (18 октября 1943 — 24 января 1944)

## Состав
1941
- 8-й моторизованный полк СС (SS-Infanterie-Regiment 8 (mot.))
- 10-й моторизованный полк СС (SS-Infanterie-Regiment 10 (mot.))
- 51-й разведывательный батальон СС (SS-Aufklärungs-Abteilung 51)
- 51-й артиллерийский дивизион СС (SS-Artillerie-Abteilung 51)
- 51-я зенитная батарея СС (SS-Flak-Batterie 51)
- 51-я рота связи СС (SS-Nachrichten-Kompanie 51)
- 51-я санитарная рота СС (SS-Sanitäts-Kompanie 51)
- 51-я ветеринарная рота СС (SS-Veterinär-Kompanie 51)

1943
- 37-й гренадерский полк СС (SS-Grenadier-Regiment 37)
- 38-й гренадерский полк СС (SS-Grenadier-Regiment 38)
- Датский добровольческий корпус СС
- 51-й артиллерийский дивизион СС (SS-Artillerie-Abteilung 51)
- 51-я противотанковая батарея СС (SS-Panzerjäger-Batterie 51)
- 51-я зенитная батарея СС (SS-Flak-Batterie 51)
- 51-я мотоциклетная рота СС (SS-Kradschützen-Kompanie 51)
- 51-я сапёрная рота СС (SS-Pionier-Kompanie 51)
- 51-я рота связи СС (SS-Nachrichten-Kompanie 51)
- 51-я санитарная рота СС (SS-Sanitäts-Kompanie 51)
- 51-я ветеринарная рота СС (SS-Veterinär-Kompanie 51)
- 51-й отряд снабжения СС (SS-Versorgungs-Truppen 51)
- 51-й полевой запасной батальон СС (SS-Feldersatz-Bataillon 51)

## Награждённые Рыцарским крестом Железного креста
- Эрнст Шафер — 14 октября 1943 — штурмбаннфюрер СС, командир 3-го батальона 10-го гренадерского полка СС.
- Вернер Хёрнике — 1 декабря 1943 — штурмбаннфюрер СС, командир 1-го батальона 10-го гренадерского полка СС.
- Генрих Зонне — 10 декабря 1943 — оберштурмфюрер СС, командир 51-й мотоциклетной роты СС.
- Карл Рубатшер — 27 декабря 1943 — оберштурмфюрер СС, командир адъютант 1-го батальона 39-го гренадерского полка СС.
- Август-Вильгельм Трабандт — 6 января 1944 — штандартенфюрер СС, командир 1-й моторизованной бригады СС.